# Войнягово
Войнягово е село в Южна България. То се намира в община Карлово, област Пловдив.

## География
Село Войнягово се намира в северните поли на Същинска Средна гора, като най-високи върхове в землището му са – Карасиврия, Голямо Градище и Кинанов връх. Землището на Войнягово е много добре очертано географски: на северозапад граница е баира „Чегрей“, на югозапад – билото на Средна гора, на югоизток – баирите „Малки стеници“ и „Големи стеници“, а на североизток – река Стряма.
Центърът на общината отстои на 9 км, а от курорта град Баня на 7 км. Има удобни транспортни връзки с Карлово и Баня, а най-близката жп гара е тази на село Дъбене на линията Карлово – Пловдив, отстояща на 4 км от Войнягово. На североизток от селото, на около 1,5 км., тече река Стряма, която приема единствения си приток от землището на Войнягово, дола Куманица - протичащ непосредствено до северния край на селото. В миналото, преди да бъде канализирано, той често заливал селото при приижданията си след порои, като тези от 1956 и 1957 г. Тогава водоснабдяването е ставало чрез кладенци, като в селото е имало 7 обществени кладенеца, а по-късно почти всяко домакинство е изкопало собствен кладенец (водата излиза на около 6 – 8 метра дълбочина). Впоследствие е изграден модерен водопровод и всички домакинства са водоснабдени. Селото е единственото в община Карлово, което има канализация за отпадни води (мръсна канализация). Има и извор с минерална вода, който не е проучван и не се използва (м. „Ралюв гьол“).
Релефът и благоприятният климат (мека зима, прохладно лято) на войняговското землище позволява отглеждането както на житни, така и на технически култури (лозя, рози, тютюн, царевица), и на овощия (ябълки, круши, сливи, праскови, череши, вишни, черници) и зеленчуци (зеле, домати, моркови, краставици, патладжан, лук, пипер, люти чушки, дини, пъпеши, тикви и т.н.) Може да се отглежда и едър (говеда и биволи) и дребен (овце и кози) рогат добитък. Виреят и смокиня, нар, мушмула, дюля, лавър (дафинов лист). С особено добрите природни дадености се обяснява за дълголетието на войняговци.

## История
В землището на село Войнягово следи от уседнал живот и селища има още от времето на каменно-медната епоха (халколит). Такива поселения са открити в близост до бреговете на река Стряма в местностите Айлезьово и Адъта, като последното е разположено през реката точно срещу станалото прочуто със златните си изделия халколитно селище в местността Саровка до с. Дъбене. 
В северните поли на Средна гора над селото в местностите Малка Сърдинка, Рошава могила и Чакърка има запазени скални светилища със соларни кръгове и изсичания в скалите, които местното население оприличава на „воденични камъни“ (соларните кръгове при Рошава могила и Малки Стеници), а други на „хлябовете“ – при Чакърка (тъй като действително приличат на огромни хлябове сложени да втасват). 
В околностите на селото има много останки от тракийски поселения най-вече в полите на Средна гора, за което говорят и няколко находки от тракийски и древногръцки монети-предимно тетраоболи и тетрадрахми. През трако-римския период (І-ІІв.) в землището на селото просъществувала пътната станция „Виа Мата“ (местн. Големи Стеници) на пътя Филипопол-Субрадице (дн. с. Христо Даново) – Мелта (дн. Ловеч), а също има и няколко селища от този период, като най-голямото от тях в м. „Чегрей“ е просъществувало дори до XV век. 
Ранното проникване на християнството в този район е видно от развалините на няколкото черковища из войняговското землище, най-ранното от които в местността „Пресвята“ е от ок. V–VI век. Пак от същото време е и това в местността „Чегрей“. От времето на Византия, I и II Български царства са: Димитрова черква в едноименната местност, Атанасова черква в местността „Светата вода“, и черковището „Летни св. Никола“ в местността „Черковището“. 
През  Средновековието селището многократно преминавало ту в българско, ту във византийско владение, докато в края на XII век окончателно остава в пределите на българското царство. Една легенда сочи като основател на селото болярина Войнег (неприсъстващ в историческите документи), събрал пръснатите по Средна гора колиби в едно село, което приело името му, което според легендата се случило към средата на XIII столетие. 
Има и по-правдоподобно обяснение за произхода на името на селото. По-ранното му име Беренде е от тракийски произход, като то е производно от тракийската дума „брендон“ (елен), или иначе казано би трябвало да се нарича Еленово (село). Поради войнишкото си население, което в онази епоха се наричало „войнигани“, селото от края на XV век започнало да се нарича Войнеганово, а впоследствие с по-съкратеното Войнегово/Войнягово, според западните или източните български говори. Селото още във времето на Второто българско царство е било със статут на войнишко селище (съдейки и по името му), който статут запазва дори до 1839 г., когато с Гюлханския хатишериф тази категория население е освободена от войнишките си тегоби. 
Във времето на османското нашествие селището в местността „Чегрей“ е напуснато от жителите си, като голямата част от тях се заселили при прадедите на войняговци, а землището му било присъединено към това на Бере(н)де (Войнягово) като „мезра Куманица“ – т.е. запустялото село Куманица, а данъците му също са поети от населението на Бере(н)де. В един османски регистър за годината 1477 е отбелязано запустялото село (мезра) Костандин намиращо се между селата Бере(н)де (т.е. Войнягово) и Салих (дн. Дъбене). Османското нашествие заварва селището Бере(н)де (дн. Войнягово) на около 1 км северозападно от днешното местоположение на селото в м. „Калугерец“, а църквата му била „Св. Атанасий“, развалините на която стояли там до унищожаването им в 1902 г. Във време на османското владичество Войнягово е приемало преселници от разни краища на българското землище. Помнят се преселвания и изселвания в селото през XVII и XVIII век както от околните селища – изчезналото в 1688 г. павликянско село именувано в османски източници Тарики Павликян, а също и от Дъбене, Баня, Михилци, така и от Ямболско (с. Войника), Казанлъшко (с. Елхово, общ. Николаево), Чипровци, Стрелча, Троян и т.н. 
В един османски регистър от 1566 г., в който са описани селата дадени във вакъфско владение на джамията „Султан Сюлейман“ в Цариград (видно и от Ходут-намето) селото е записано с името Домуз дере (Свински дол) и второ име Бере(н)де. Името Домуз дере селото най-вероятно е получило, тъй като е било разположено на дола Куманица, в което и до днес живеят големи популации диви свини. В друг един джелебски регистър (регистър на едри овцевъди) от 1576 г. селото е записано под името Бере(н)де кьой, с това име селото фигурира и в „Ходут-наме“ (документ описващ границите на селото) от 1712 г., където изрично се упоменава и взимания от селото „войнишки данък“ и войнишките „бащини“, пак тук за пръв път се споменава и за отглеждането на маслодайната роза Rosa damascena в м. „Гюловете“. От средата на XVIII в. има и църковни приписки, където се упоменава с името Войнягово. 
От селото са излезли много хайдути и войводи, измежду които по-известни са: Видул войвода, Вълко войвода и Петър Петков Топалов. Войняговци взимат дейно участие и в църковно-националните, и в националноосвободителните борби. Във времето на подготовка на Априлското въстание Войнягово е посещавано поне два пъти от главния апостол на IV (Панагюрски) окръг Панайот Волов, който го намерил много добре подготвено и въоръжено. Войняговци обаче делегирали правата си да ги представлява на Великото народно събрание в Оборище на представителя на гр. Карлово Васил Платнаров, който бил върнат от войводата Георги Бенковски, поради нередовни пълномощия. Така селото и комитета му останали извън събитията и обявяването на Априлското въстание. От селото са излезли трима участници в Опълчението. 
В XIX век започва и разселване на войняговци. Към 1829 г. част от населението на Войнягово се изселва заедно с руските войски на ген. Дибич-Забалкански при изтеглянето им в Бесарабия, в селата Камбер и Башкьой (дн. Румъния). Известният български политик от края на XIX и началото XX на век Димитър Петков-Свирчо и синовете му Петко Д. Петков и Никола Петков са потомци на изселници от Войнягово. Има и някои податки и загатвания, че днешното село Войнеговци (днес квартал на София) е заселено от изселници от Войнягово, някъде в средата или третата четвърт на XVI в. Тогава е обновен манастирът „Св. Димитър“ (Подгумерски манастир) в близост до землището на Войнеговци, като се предполага, че манастирът е основан през XIII век, а от запазен надпис над вратата на манастирската църква личи годината 1597 – вероятно годината на обновяването на храма от преселниците от Войнягово, тъй като св. Димитър е светията-покровител на Войнягово и патрон на църквата му открай време (развалините на т.нар. Димитрова черква до селото най-грубо могат да се датират в ХІІ век). Към края на XIX век започва разселването на войняговци не само из околията-Войнягово е „метрополия“ на села като: Анево, Московец, Иганово, Васил Левски – в бившата Карловска околия, а извън нея и на пловдивските – Сухозем, Бегово, Пъдарско, и на казанлъшкото Осетеново, а също и на търговищките села – Бистра и Манастирци. 
През 1852/53 г. е построена и осветена църквата „Св. вмчк Димитрий Солунски“ – тя е умалено копие на църквата „Св. апостоли Петър и Павел“ в гр. Сопот и е един от най-добрите образци на брациговската строителна школа, заедно със сопотската църква. Обявена е за паметник на културата през 70-те години на XX век. В черковния двор е съхранено училището, в което Васил Левски е учителствувал през 1864/66 г. и днес то е музей за историята на селото. Тук във Войнягово през ранната пролет на 1865 г. Васил Левски основал първото „Тайно братство“ – прототип на по-късните революционни комитети. Има някои податки, че Васил Левски е основал и читалището, което във времето непосредствено преди Освобождението (1876/77 г.) се разтурило. През 1900 г. читалището било възобновено от учениците на Апостола, като му било дадено и името „Васил Левски“ и утвърдено от Министерството на Народното просвещение със заповед №818 от 29 август 1903 г. Днес то е средище на културния живот в селото и пазител на традициите на Войнягово. Сградата на днешното ново училище е построена през 1928/29 г., след като старото училище станало негодно за такова, вследствие на разрушителното Чирпанско земетресение от 1928 г. Учебните занятия в него започват след тържествен водосвет на 26 октомври (Димитровден) 1929 г. 
Войняговци се включват активно и в Съединението и последвалата го Сръбско-българска война, като дават три жертви в тези събития. В I и II Балкански войни за обединение на българските земи Войнягово дава 76 жертви, а в I световна война - още 24. По време на Балканската война в 1912 година 2 души от селото се включват като доброволци в Македоно-одринското опълчение. През 1936 г. полк. Петър Димков (известен народен лечител) открива паметна плоча с имената на загиналите в Балканските войни, която се намира на източната стена на църквата. През II световна война Войнягово дава 8 жертви от 165 участници в двете фази на войната. В периода 1941/44 Войнягово излъчва една партизанска чета от 23 души, известна като „Войняговска чета“, като най-изявени водачи са Коста Митев Топалов (Карамфил) – (1920 – 1943) пряк потомък на войводата Петър Петков Топалов, и Иван Пръмов – (1921 – 2005), който след 9-IX-1944 г., през годините 1957/62 г. е министър на земеделието и горите в правителството на Антон Югов. 
През 1945 г. във Войнягово е създаден един от първите в България земеделски кооперативи, по-известни като ТКЗС (Трудово кооперативно земеделско стопанство), от 172 семейства, който по-късно (1957 г.) е обединен с този на съседното село Дъбене под името ТКЗС „Коста Митев“. Това е второто основано трудово-кооперативно земеделско стопанство (ТКЗС) в Пловдивски окръг, след това на с. Ръжево Конаре (осн.1944 г.). Датата на учредяването му е 4 септември 1945 г., когато 172 домакинства стават членове-основатели, внасяйки земята си и земеделския си инвентар. До масовото насилствено коопериране на земята през 1956 г. от комунистическия режим, ТКЗС-то изживява доста драматични моменти, в които част от членовете-основатели оттеглят членството си и искат връщане на внесените земи и инвентар. В съседното с. Дъбене ТКЗС-то е създадено на 28 септември 1950 г. само от 36 домакинства. През 1956 г. и в Дъбене по указание на управляващия комунистически режим всички земеделски стопани влизат „доброволно“ в кооператива. През същата 1956 г. на 17 март е „създадено“ и ТКЗС-то в с. Свети Климент (дн.с. Климент), като до края на април са „кооперирани“ почти всички домакинства. През октомври 1957 г. по решение на партийните организации на БКП в Дъбене и Войнягово, и по указания „отгоре“ за окрупняване на земята по съветски образец, е взето решение за обединение на двата кооператива в един – под името ТКЗС „Коста Митев“. В началото на 1959 г. към ТКЗС „Коста Митев“ е присъединено и ТКЗС-то на с. Свети Климент, като общата обработваема площ стига 45 хиляди декара. През 1976 г. формата на ТКЗС-тата е премахната и управляващата БКП създава новите форми „Аграрно-промишлен комплекс“ (АПК) и „Промишлено-аграрен комплекс“ (ПАК), като национализира земята и от кооперативна, тя става държавна собственост. Този тип организация на производството, задържал се до падането на комунистическия режим в 1989/90 г., способства за значително намаляване на селското население.

## Култура

### Религия
Селото е населено с жители, изповядващи християнството в източноправославното му изповедание. В околностите на селото съществуват няколко „черковища“, т.е. църкви от предишни епохи. Черковища из войняговското землище са:
1. „Рангелова черква“ – намира се в циганската махала в северозападния край на селото. Представлява голям камък с дупка отгоре, който се е използвал като олтарна трапеза при отслужване на литургията на това черковище на патронния празник-деня на събора на св.архангели Михаил и Гавраил (8-XI). Най-вероятно камъка е от езическо светилище, а по-късно е използван за описаните цели. Служило се е на това черковище до средата на ХХ век.
2. Черковището „Св. Троица“ – също такъв камък, който се намира в двора на П.Ранчева, в североизточния край на селото. След разрушаването на селската църква от кърджалиите в 1794 г. и до построяването на църквата „Св. вмчк Димитър Солунски“ в 1853 г., тук са се извършвали службите и требите на войняговци, освен кръщенията които се извършвали в църквата на съседното село Дъбене. И тук служби са правени на деня на Петдесетница и Св. Дух до средата на ХХ век. Сега събора на селото се прави в най-близката събота и неделя до празника, в непосредствена близост до черковището.

Черковища извън селото:
1. „Св. Никола Летни“ – на северозапад от селото в Средна гора под върха наречен „Черковището“ – служило се е на 9 май, срещу градушки. Службите са прекратени както и на другите черковища след масовизацията на земята от 1956 г.
2. Черковището „Св. Атанас“ – на 200 – 300 м на запад от селото в подножието на баира „Чакърка“ – съществувало до 1902 г., когато жителят на селото Петър Марков унищожил запазените дотогава основи на църквата „Св. Атанас“, за да си направи лозе на това място, за което после претеглил много тегла и загуби, и вследствие на това изоставил мястото, което е поляна.
3. Черковището на „Рошава могила“ или още „Св. Георги“ – намира се на запад от селото зад селските гробища, под средногорския връх „Чатала“. Служило се на деня на Св. Георги – 6 май върху камък, на който е издялан соларен кръг (войняговци го наричат „воденичен камък“, поради приликата му с такъв) – т.е. върху езическо светилище. Службите и тук спират, когато и на другите черковища – средата на ХХ в.
4. Черковището „Димитрова черква“ – стара ранносредновековна църква, многократно разрушавана и възстановявана – била е селска църква до 1794 г., когато е ограбена и изгорена от кърджалиите и никога повече не е възстановена, днес дори основите и не личат над земята. Намира се на около 500 метра от западния край на селото в посока Средна гора и в самите ѝ поли.
5. Черковище „Пресвята“ – стара римско-византийска църква от V–VI век сл. Хр. Посветена е била както личи и от името и на Света Богородица. Многократно разрушавана, преустройвана и възстановявана, и тя е унищожена във времената на кърджалийте и никога повече не е възстановена. Намира се на юг от селото в едноименната местност. Служило се на т.нар. Светли Петък-петъка след Великден, който е посветен на „Св. Богородица Живоносен източник“. За отбелязване е, че освен войняговския свещеник за службата идвал и този на с. Баня, а в по-стари времена и свещеникът на с. Михилци. Службите и тук спират в средата на ХХ век.
6. Храмът „Св.вмчк Димитрий Солунски“ е построен през годините 1852/53 г. по подбуда на някоя си баба Мария от Сопот, която увещала войняговците Петър Иванов Буюклиев и дядо Ралю (основателя на Ралювския род) да започнат да уговарят съселяните си за съграждане на Божи храм. Войняговци не чакали да ги увещават много-много, и главили една тайфа брациговски майстори с баш майстор Костадин Динев, и за две години храмът бил въздигнат, а след това и осветен от пловдивския владика и гонител на българщината Хрисант (1850/58 г.), който обаче не посмял да направи на войняговци никакви спънки заради това, че иконите и богослужебните книги били на църковнославянски, а не на гръцки. Предупреден за буйния нрав на войняговци и лошите последствия за себе си, ако би си позволил нещо подобно, той мирно и кротко извършил освещаването на храма. Църквата „Св. вмчк Димитрий Солунски“ – е умалено копие на църквата „Св. апостоли Петър и Павел“ в гр. Сопот и е един от най-добрите образци на брациговската строителна школа. Обявена е за паметник на културата от местно значение.

### Обществени институции
- Училище „Васил Левски“ (основано около 1860 г., закрито през 2006 г.)
- Читалище „Васил Левски“ (осн. ок. 1865 г., възстановено през 1900 г.)
- Църква „Св. вмчк Димитрий“ (съградена 1852 – 53 г.)
- Потребителна кооперация „Прогрес“ (основана през 1930 г.)
- Фармацевтична фабрика „Костилка“ (шеговито название на ракиджийницата – построена 1936 г.)
- ТКЗС „Коста Митев“ (1945 – 1990 г.)

### Обичаи
- Селският събор в село Войнягово се провежда на празника „Свети Дух“, който е подвижен празник – т.е. мести се според Великден, като се пада на 50-ия ден след Великден. Много от най-известните български народни оркестри са гости на събитието.
- Прави се курбан на патронния празник на църквата – Димитровден на 26 октомври.
- Най-големия празник от столетия за войняговци е Гергьовден (6 май) – празника на Св. Георги Победоносец. Няма и не може да се намери къща на този ден, в която да не се коли агне, курбан за св. Георги, или да се намери войняговец който работи на този ден. Дори има и пословица по този случай: „От гурбет се връща: войняговец-за Гергьовден, дъбенец-за Заговяване(Старчовден), а овчиларец (климентец) – за Спасовден“.
- Войнягово е едно от четирите села в община Карлово (останалите три са: съседното Дъбене, и селата Сушица и. Васил Левски), в което е запазен автентичния обичай – Старчовден (т.е. ден на старците – старец, това е местното название на кукер). Всяка година в седмицата преди Сирни заговезни от понеделник до събота (без петъка) се вади „дюзенят“ (принадлежностите) на „стареца“, които той облича, и се разхлопкват звънци, тучове и хлопки за да се пропъдят злите сили и да се събуди природата за нов живот. Интересни са маските (суратите) и облеклото (тъкъмът) на старците – то е белодрешно, отразявайки традиционното облеклото на войняговци преди да стане чернодрешно. Старците се събират в „тайфа“ и със специална „старчовска“ стъпка обикалят по улиците и къщите гонейки злите сили. Във всяка къща те биват черпени с вино, и където им се дава дар: жито, брашно, фасул, яйца, които след това се продават и с парите получени от продажбата се прави обща трапеза на цялата „тайфа“. Запазен е старинния тракийски обичай на символичното заораване с волове на последния ден (събота) от старчовските дни – остатък от култ към тракийския бог Дионисий – Сабазий. Уникален също е и обичая да се бият „старците“ на Войнягово със „старци“ от съседно селище (напр. Дъбене или Михилци) докато се пролее кръв, като пукнат нечия „старчовска“ глава за да има изобилие на вино през годината както се вярва. Уникални са така също и носените от тях специални „старчовски“ камшици с които те „плющят“, като ги въртят над главите си и ги дърпат рязко, с което предизвикват звук подобен на гърмеж от пистолет, който войняговци наричат „плющене“. Етнографите намират много силни тракийски елементи, както в старчовските (кукерските) игри и изпълняваните успоредно с тях танци с живи змии или само змийски кожи носени в ръце от хороиграчите, а така също и в празника Полирания, който се празнува в деня след Гергьовден, и в който се откриват елементи от култа към Великата майка богиня, носенето на пискюллия (прабабата на днешната мартеница), войняговските женски везани пояси (колани) за чопрази (пафти) със зооморфни и антропоморфни елементи, запазените до края на XIX век русалски игри и обреди – наследници на древнотракийските празници „розалии“ посветени на бог Дионисий – Сабазий, и ред още други обичаи и култови предмети и практики.
- Полирания, или още по-точно по̀лиранее, като второто „е“ е кратко, в диалекта на с. Войнягово, община Карлово е название на празник, който се празнува от войняговци на втория ден на Гергьовден – т.е. 24 април (ст.стил) или 7 май (н.стил). Празника е продължение на Гергьовден. Самият Гергьовден се празнувал, като рано сутрин преди слънцето да изгрее се отива на поляната наречена „Рошава могила“, находяща се в Средна гора на запад от селото, зад днешните гробища на селото (които са на това място от 1912 г.), и която поляна отстои на 15-ина минути път от селото. Под самата поляна (между поляната и гробището) има две тракийски, навярно надгробни могилки, едната, от които е малко по-голяма, и навярно в миналото обрасла, което и ще да е дало името на местността „Рошава могила“. На юг от поляната има група скали, като на една от тях е изсечен хоризонтален соларен кръг, наричан от войняговци „воденичен камък“ (поради действителната му прилика с воденичен камък), на който камък са извършвали освещаването на опечените вече жертвени агнета на Гергьовден. От там започвало и гергьовското хоро, което било повеждано задължително от свещеника на селото, въпреки каноничната забрана свещениците да участват в каквито и да било танци. Последният свещеник участвал в такова хоро в 60-те години на ХХ в. Василий (Вълко) Радев от с. Дъбене, който по това време е бил енорийски свещеник на Войнягово, в личен разговор ми съобщи, че въпреки всичките му опити и настоявания, че не може да вземе участие в хорото поради канонична забрана, бил заставен почти насилствено от войняговци да поведе хорото, защото такъв бил обичая им. Преди да започне веселбата и яденето на агнетата по поляната се разхвърляли буци прясно сирене от специално донесени за целта цедилки със сирене. Това извършвали няколко възрастни жени, които подсирвали и сиренето за разхвърляне, и правили това „за берекет“. Полиранията била на следващия ден и на същото място, с тази разлика че сега хорото, което тръгвало от същия камък (соларният кръг) се състояло само от млади невести, омъжени от Димитровден до Гергьовдена, които задължително играели боси. На хорото не могло да се хващат никакви лица от мъжки пол, моми, или раждала вече жена. И тук, както и в предишните обичаи за Гергьовден (повеждане на хорото от свещеника, разхвърляне на сирене „за берекет“) етнографите намират силни предхристиянски елементи, или казано другояче тракийски езически елементи. Младите невести, на които предстои да родят през идващата година са боси за да осъществят пряк контакт и почерпят сили от земята, а и да придадат на нея част от плодовитостта си, за да даде и тя добри и изобилни плодове. След хорото на младите невести започвала веселба и вече можело да се извие и обикновеното селско хоро от моми и ергени и всеки, на който му се играе.

### Забележителности
- Паметник на падналите от комунистическата съпротива в годините 1941 – 44, и на загиналите във Втората световна война 1944 – 45 г. Паметникът се намира на площада на селото.
- Паметна плоча на загиналите войняговци в Балканската, Междусъюзническата и Първата световна война намираща се на източната стена на църквата „Св.вмчк Димитрий Солунски“. През 1936 г. полк. Петър Димков (известен народен лечител) открива паметната плоча с имената на загиналите във войните.
- Самата църква - обявена за паметник на културата с регионално значение - е паметник на Брациговската строителна школа. В нея е служил две години като църковен певец (псалт) Васил Иванов Кунчев – Левски по време на учителствуването си в селото.
- Училището в църковния двор, в което Васил Левски учителствува през 1864/66 г., превърнато сега в музей.
- Знаме на село Войнягово – с правоъгълна форма със съотношение на широчина към дължина 3:5 и състоящо се от три цвята: бял, зелен и червен, разположени в концентрична последователност, а именно: бяла човешка длан с леко разтворени пръсти върху зелен кръг, находящ се в центъра на правоъгълника с отстояние 1/8 от ширината в горния и долния край на правоъгълника, който е червен на цвят. Това е историческото знаме на войниците (войниганите, войнуците) от времето на Второто българско царство, а също и знамето под което са служили същите тези войници по времето на Османската империя – т.е. знамето под което войняговци са служили повече от 600 г., и което по право принадлежи на потомците на тези войнигани (войници).

### Местен говор
Професор Любомир Милетич в "Източнобългарските говори" разделя говорите на българите в региона, като смята, че са по-близо до балканските, по-точно до калоферския, карловския и старозагорския. Професор Стойко Стойков в "Българска диалектология" разглежда говорите в региона като част от централния балкански диалект.
Някои от фонетичните особености на войняговския говор са:
- Типичната за повечето източни говори пълна редукция на широките гласни в неударено положение – зилѐну, бъшта̀, мисо̀
- Ъ вместо старобългарския голям юс – дъп, крък, зъп.
- Различен застъпник на старобългарския ят, като в книжовния език – б’ал – бели, за разлика от рупското и пловдивско б’ал – б’али.
- Изпадане на съгласната „х“ или заместването и с „и“̀ или „в“ (ф) – ръзло̀пчвъм, мъйнѝ съ, суф ляп.
- Изпадане на съгласната „т“ от групата „стр“ – срѝнъ, сисра̀, Сря̀мъ.
- Твърди гласни в глаголните окончания за 1 л.ед.ч. – но̀съ, о̀дъ, къ̀пъ, въръ̀.
- Превръщане на групата съгласни „мн“ във „вн“ – сто̀внъ, по̀внъ, тѐвну.

Някои от морфологичните особености на войняговския говор са:
- Членната форма за м.р винаги -ът – Излѝзъм на пъ̀тйът, Дай ми но̀жът.
- Членна форма -тът за съществителни от ж.р., завършващи на съгласна – султъ̀т, кръфтъ̀т, ноштъ̀т.
- Често членуване на мъжките лични имена – Да̀дуф гу нъ Никула̀йът.
- Частица за бъдеще време „жъ“ (ще).

Някои от лексикалните особености на говора са:
- Наречие „вѝдилу“ вместо светло – И дъ съ прибирѐш пу вѝдилу!.
- Наречие „зъра̀н“ – утре сутрин, „удза̀рнъ“ – днешната, минала сутрин.

### Медии
Ефирните телевизионни програми за Карлово, Сопот и Хисаря се излъчват от ретранслатор (Телевизионна кула) край Войнягово.

## Личности
- Васил Иванов Кунчев -(Левски) - Апостолът на Свободата, освен че учителствува две години (1864/66 ) във Войнягово, той е свързан и кръвно-родствено със селото. Неговият дядо Кунчо (по бащина линия) се жени след смъртта на първата си жена Виша (от с. Кочмаларе - дн. Отец Паисиево) повторно за войняговката Яна Искрюва, като се преселва със сина си Видул и две от дъщерите си във Войнягово. Тук той умира и е погребан след смъртта си в 1830 г.
- Вълко войвода – войвода на чета
- Петър Петков Топалов – войвода на чета през 1867 г.
- Иван Пръмов (1921 – 2005) – изявен деец на БКП и министър на земеделието и горите 1957/61. в правителството на Антон Югов.
- Янкол Райчинов Пръмов (1910 – 1998) – един от организаторите и многогодишен председател на ТКЗС в село Войнягово.
- Димитър Бочев (1926 – 1987) – известен в миналото киноартист, майстор на второстепенните роли.
- Коста Топалов (1920 – 1943) – български партизанин и политик от БКП
- Ненко Лечев (р. 1924), български политик от БКП
- Янкул Пръмов – (неизв.) – народен певец, живял в годините около Освобождението.
- Гана Николова – (1785 – 1905) – най-дълголетната жителка на селото, проживяла целия ХIХ век, и запазила свежи спомени от ХVIII, а също и от ХХ век, тъй като умира през 1905 г. с напълно бистра памет. През 1894 г. разказва на анкетьорите на сп. „Български алманах“ спомени за живота на село Войнягово преди кърджалийските погроми от 1794 г., където упоменава селото с 60 къщи българско християнско население и им изпява песен от 12 куплета, която те записват и публикуват, като изрично упоменават възрастта на баба Гана – 110 години. В църковния регистър за умиранията за годината 1905 е отбелязана смъртта на Гана Николова, като е посочена и възрастта ѝ-120 години. Така данните от алманаха и регистъра се припокриват и засичат напълно. Има и други дълголетни войняговци, като Вида Генчева която доживява до 117 г. (1771 – 1888), и други до 111 г., и до 109, но рекордьор си остава баба Гана Николова.

## Други
На Войнягово е наречена улица в квартал „Гърдова глава“ в София (Карта).